# Nanyan (köpinghuvudort i Kina, Jiangxi Sheng, lat 28,40, long 117,45)
Nanyan (kinesiska: 南岩) är en köpinghuvudort i Kina. Den ligger i provinsen Jiangxi, i den sydöstra delen av landet, omkring 160 kilometer öster om provinshuvudstaden Nanchang. Antalet invånare är 36 287. Befolkningen består av 17 513 kvinnor och 18 774 män. Barn under 15 år utgör 22,0 %, vuxna 15-64 år 71 %, och äldre över 65 år 6,0 %.
Runt Nanyan är det ganska tätbefolkat, med 207 invånare per kvadratkilometer. Nanyan är det största samhället i trakten. Trakten runt Nanyan består till största delen av jordbruksmark.
Genomsnittlig årsnederbörd är 2 741 millimeter. Den regnigaste månaden är juni, med i genomsnitt 480 mm nederbörd, och den torraste är oktober, med 37 mm nederbörd.